# Maurice Ville
Maurice Ville, né le 30 octobre 1900 à Saint-Denis et mort le 12 avril 1982 à Perpignan, est un coureur cycliste français. Professionnel de 1923 à 1928. Il a notamment remporté le Tour de Catalogne.

## Biographie
Maurice Ville remporte le Tour de Catalogne en 1923, en 1924 il termine second derrière Jules Van Hevel à Paris-Roubaix. Il remporte également d'autres courses comme le Tour du Vaucluse (1924) et Bruxelles-Paris (1927).
En 1924, Ville participe au Tour de France mais, avec ses amis Francis et Henri Pélissier, abandonne après la troisième étape, alors qu'il est alors deuxième. Le vainqueur de l'année précédente, Henri Pélissier, est en colère contre l'interprétation prétendument "harcelante" du règlement. Dans une interview ultérieure avec le journaliste français Albert Londres, les trois coureurs se sont plaints des difficultés du Tour et ont également rendu compte des pratiques de dopage, exposant leurs "drogues" telles que le chloroforme et la cocaïne sur la table. 
Après avoir pris sa retraite de coureur, Maurice Ville devient entraîneur dans les courses de stayer. Il mène quatre fois des coureurs au titre mondial : l'Allemand Erich Metze en 1938, le Belge Adolph Verschueren en  1952, 1953 et 1954.

## Palmarès
- 1920
  - Poitiers-Saumur-Poitiers
  - 2e du championnat de France militaires sur route
- 1923
  - 1re étape du Critérium du Midi
  - 2e étape de Paris-Saint-Étienne
  - Circuit du Cantal
  - Tour de Catalogne :
    - Classement général
    - 1re, 2e et 4e étapes

  - 2e du Circuit des villes d'eaux d'Auvergne
  - 3e de Paris-Saint-Étienne
- 1924
  - Tour du Vaucluse
  - 2e du Critérium des Aiglons
  - 2e de Paris-Roubaix
  - 5e de Paris-Tours
- 1925
  - 2e de Paris-Contres
- 1927
  - Bruxelles-Paris
  - Paris-L'Aigle
  - 1re étape du Tour de Catalogne
  - Paris-Douai
- 1928
  - Paris-Contres
  - 3e du Grand Prix d'Issoire

## Résultats sur le Tour de France
1 participation
- 1924 : abandon (3e étape)